# Om du var här (album av Wizex)
Om du var här är ett studioalbum av det svenska dansbandet Wizex, släppt år 2000.  Det placerade sig som högst på 36:e plats på den svenska albumlistan.

## Låtlista
1. Tack ändå
2. Om du var här
3. Halva vägen var
4. Samma dröm
5. Vi kan sväva
6. Dagen då du kom till mig
7. Djupa vatten
8. Jag kommer alltid att stanna kvar
9. Inget att förlora
10. Ett äventyr med dig
11. På andra sidan midnatt
12. Timmarna med dig
13. Vart flög den ängeln
14. För första gången
15. Öppet hav

## Listplaceringar
| Lista (2000) | Topplacering |
| ------------ | ------------ |
| Sverige      | 36           |

### Fotnoter
1. ↑  ”Danswebb”. Arkiverad från originalet den 5 mars 2016. https://web.archive.org/web/20160305061514/http://www.dans-web.nu/skivor/index.php?pid=view&ref_cd=102. Läst 9 juni 2011.
2. ↑  ”Svensk mediedatabas”. http://smdb.kb.se/catalog/id/001545808. Läst 22 april 2011.
3. ↑  ”Svensk mediedatabas”. http://hitparad.se/showitem.asp?key=17815&cat=a. Läst 22 april 2011.